# Svarttjärnen (Los socken, Hälsingland, 682340-146123)
Svarttjärnen är en sjö i Ljusdals kommun i Hälsingland och ingår i Ljusnans huvudavrinningsområde.